# استفانو وکی
استفانو وکی (انگلیسی: Stefano Vecchi؛ زادهٔ ۲۰ ژوئیهٔ ۱۹۷۱) بازیکن پیشین و سرمربی کنونی فوتبال اهل ایتالیا است. وی هم‌اکنون هدایت باشگاه فوتبال زیر ۲۳ سال اینتر میلان را برعهده دارد.